# أس أس أوسكودار
كان أس أس أوسكودار عبارة صغيرة بنيت في ألمانيا لتركيا أطلقت في عام 1927. غرقت في 1 مارس 1958 في خليج ازميت. قتل 272 شخصا كانوا على متنها بينهم سبعة من أفراد الطاقم، 39 نجوا من الحادث.

## غرق
قامت برحلات مكوكية مجدولة على بحر مرمرة بين إزميت و Değirmendere، وهي بلدة على الساحل الجنوبي لخليج إزميت. 